# 大岩復一郎
大岩 復一郎（おおいわ またいちろう、1890年〈明治23年〉1月1日 - 1956年〈昭和31年〉2月27日）は、大正から昭和にかけて活動した日本の電気技術者、実業家である。長野電気取締役兼支配人、中部配電第2代社長、信越放送初代会長などを務めた。

## 経歴
大岩復一郎は、1890年（明治23年）1月1日、愛媛県士族大岩甚太郎の長男として生まれた。出身は愛媛県周桑郡小松町（現・西条市）。愛媛県立西条中学校を経て1913年（大正2年）7月に第五高等学校（熊本）の大学予科工科を卒業したのち、東京帝国大学工学部電気工学科を1919年（大正8年）7月に卒業した。大学卒業後は一旦陸軍に入り中野電信隊の工兵伍長に任ぜられる。次いで1921年（大正10年）台湾の電力会社台湾電力に技師として入社した。1924年（大正13年）の役職員録には台湾電力の技術課長を務めるとある。
1925年（大正14年）、長野県の電力会社信濃電気に社長越寿三郎・支配人七沢清助の懇望によって入社し、技術部長に就いた。信濃電気では1931年（昭和6年）より支配人兼技師長となり、営業・技術両方面を指揮している。さらに1936年（昭和11年）4月23日の株主総会にて西沢喜太郎と入れ替わりで信濃電気の取締役に選ばれた。翌1937年（昭和12年）3月31日、信濃電気と長野電灯の合併によって新会社長野電気が発足（社長小坂順造）すると、ここでも取締役に選ばれ、引き続き支配人を兼ねた。また長野電気時代の1937年10月から1942年（昭和17年）4月にかけては同社の傍系会社信越化学工業（旧・信越窒素肥料）の取締役にも在任した。
1941年（昭和16年）9月、長野電気が配電統制令に基づく国策配電会社中部配電の設立命令を受命したことから、中部配電設立事務所の業務係主任として同社の設立事務に参画する。1942年4月1日に中部配電が発足すると理事に就任し、業務部長を兼ねた。1944年（昭和19年）の一時期にはさらに三重県を管轄する津支店長も兼務する。翌1945年（昭和20年）、業務部長から長野支店長に異動した。
太平洋戦争後の1946年（昭和21年）10月1日、配電統制令失効に伴う中部配電の組織変更で理事を改め取締役となる。次いで同年11月、会社設立以来社長を務める海東要造が公職追放を予想し副社長鈴木鹿象とともに辞任したため、大岩が29日に第2代社長に選ばれた。副社長には常務の井上五郎が昇格している。以後、大岩は1951年（昭和26年）5月1日に中部配電が解散するまで、4年半にわたり取締役社長に在職した。中部配電社長時代の1950年（昭和25年）12月には中部日本放送 (CBC) 設立に伴い同社取締役に就任、1952年（昭和27年）2月まで務めた。
1951年、電気事業再編成令に基づき中部配電の解散と同時にその後継会社中部電力が発足した。大岩は中部電力初代社長就任が確実視されていたが健康を理由に固辞し、1954年（昭和29年）5月までの3年間監査役を務めるに留まった。中部電力関連では1953年（昭和28年）6月同社の関連会社として退職者に対する授職を目的とする中電興業が設立された際に初代社長となっている。また1951年12月14日、長野市に信濃放送（翌年信越放送へ改称）が発足すると初代の取締役会長に選ばれた。初代社長となった勝田重太朗（信濃毎日新聞副社長）は大岩を社長に推挙していたが、信濃毎日新聞社主の小坂順造が勝田の社長就任を強く推したため大岩が会長に回ったという経緯がある。
1956年（昭和31年）2月27日、東京都杉並区和泉町の自宅で死去した。66歳没。